# 大堀弘
大堀 弘（おおほり ひろむ、1913年5月3日 - 1985年5月12日）は、日本の商工官僚。電源開発総裁、共同石油社長。大堀孝の長男。

## 概要
和歌山市出身。高輪尋常小学校、旧制武蔵高校を経て、1936年に東京帝国大学法学部卒業、同年、商工省入省。貿易局属。同期に小室恒夫（通商局長、新日鉄化学社長）、村田恒、皆川良三（札幌通産局長）、永野量、佐藤清一（共に東京通産局長）など。
戦後の1948年兵器処理委員会に関する問題で衆議院不当財産取引調査特別委員会に証人喚問された。のち商工省から新制通産省と改称の後もしばらくは、吉田茂や白洲次郎、初代通産省官房長の永山時雄らの「外交派」・「通商派」らが実権を握っていたが、その後の朝鮮特需によりジョゼフ・ドッジらの自由経済から方向転換、主流の「産業派」もしくは「統制派」の復権後は、永山が東京通産局に、大堀も中小企業庁長官ののち経済企画庁に出された。経企庁にて事務次官就任。福田一通産大臣によって今井善衛次官が確定すると、福田によって大堀も電源開発副総裁として名前が挙がった。
退官後は、石油・電力の専門家として、1970年から1975年の間、電源開発総裁。森誓夫、小出栄一ら先輩通産官僚の後を継いで1979年から1983年の間、共同石油社長を務めた。小説・「金環蝕」のモデルの一人。
1985年5月12日死去。72歳没。

## 略歴
- 1936年　東京帝大法学部卒業後、商工省入省。貿易局属[1]
- 1950年　大臣官房秘書課長
- 1959年　通商局次長
- 1960年　重工業局次長
- 1957年6月 鉱山局長
- 1957年8月 経済企画庁調整局長
- 1960年　通産省公益事業局長
- 1961年7月 中小企業庁長官
- 1962年7月 経済企画事務次官

## 家族
- 祖父・大堀楠之丞 - 和歌山紡織取締役。紀州藩士・佐津川源九郎の長男。[3]
- 父・大堀孝 - 衆議院議員
- 母・信濃子 - 小児科医・彦坂小七郎の二女
- 妻・章子 - 土岐銀次郎の娘
- 長女・真利子 - 山口電機社長・水野毅一の妻。立教大学卒。夫は慶応大学卒、第30代東京青年会議所理事長なども務めた。[4][5][6]